# Fellsmere
Fellsmere és una població dels Estats Units a l'estat de Florida. Segons el cens del 2000 tenia 3.813 habitants.

## Demografia
Segons el cens del 2000, Fellsmere tenia 3.813 habitants, 865 habitatges, i 718 famílies. La densitat de població era de 277,8 habitants/km².
Dels 865 habitatges en un 52,6% hi vivien nens de menys de 18 anys, en un 66,6% hi vivien parelles casades, en un 8,7% dones solteres, i en un 16,9% no eren unitats familiars. En el 12% dels habitatges hi vivien persones soles el 5% de les quals corresponia a persones de 65 anys o més que vivien soles. El nombre mitjà de persones vivint en cada habitatge era de 3,94 i el nombre mitjà de persones que vivien en cada família era de 4,18.
Per edats la població es repartia de la següent manera: un 33,3% tenia menys de 18 anys, un 15,4% entre 18 i 24, un 32,8% entre 25 i 44, un 13% de 45 a 60 i un 5,5% 65 anys o més.
L'edat mediana era de 26 anys. Per cada 100 dones de 18 o més anys hi havia 149,8 homes.
La renda mediana per habitatge era de 30.395 $ i la renda mediana per família de 31.318 $. Els homes tenien una renda mediana de 19.195 $ mentre que les dones 15.521 $. La renda per capita de la població era de 10.258 $. Entorn del 21,7% de les famílies i el 24,3% de la població estaven per davall del llindar de pobresa.

## Poblacions més properes
El següent diagrama mostra les poblacions més properes.